# Zbigniew Bargielski
Zbigniew Bargielski, né le 21 janvier 1937 à Łomża, est un compositeur polonais.

## Biographie
Zbigniew Bargielski fait ses premières études avec Tadeusz Szeligowski au Conservatoire de musique de Varsovie. Il étudie aussi la musicologie avec Bolesław Szabelski au Collège de Katowice. Il complète ses études avec Nadia Boulanger à Paris.

## Œuvres

### Opéras
- Danton, ou Quelques Images de l'histoire de la Révolution française, opéra historique et surréaliste (1969) ;
- Le Petit Prince, d'après l'œuvre d'Antoine de Saint-Exupéry (1970) ;
- Alice au pays des merveilles, opéra pour enfants (1972) ;
- Les Fantômes ne mentent pas (1972) ;

### Musique orchestrale
- Parades (1965) ;
- Espace attrapé (1973) ;
- Concerto pour percussion (1975) ;
- Concerto pour violon (1975) ;
- Ballade, pour instruments à vent et percussion (1976) ;

### Musique de chambre
- Trois Sonnets-Capriccios, pour clarinette seule (1976)
- Impromptu pour percussion seule (1976) ;
- Quatuor à cordes (1976)